# Рвање на Летњим олимпијским играма 1996.
На Летњим олимпијским играма 1996. у Атланти одржана су такмичења у по 10 тежинских категорија у слободном и грчко-римском стилу.

## Освајачи медаља

### Слободни стил
| Категорија | Злато                                   | Сребро                                       | Бронза                                       |
|            |                                         |                                              |                                              |
| 48 кг      | Ким Ил · Северна Кореја                 | Армен Мкертчјан · Јерменија                  | Алексис Вила · Куба                          |
| 52 кг      | Валентин Јорданов · Бугарска            | Намиг Абдулајев · Азербејџан                 | Маулен Мамиров · Казахстан                   |
| 57 кг      | Кендал Крос · Сједињене Америчке Државе | Гиви Сисаури · Канада                        | Ри Јонг-Сам · Северна Кореја                 |
| 62 кг      | Том Брендс · Сједињене Америчке Државе  | Џанг Џе-Сунг · Јужна Кореја                  | Елбрус Тедејев · Украјина                    |
| 68 кг      | Вадим Богијев · Русија                  | Таунсенд Сондерс · Сједињене Америчке Државе | Заза Зазиров · Украјина                      |
| 74 кг      | Бувајсар Сајтијев · Русија              | Парк Џанг-Сон · Јужна Кореја                 | Такуја Ота · Јапан                           |
| 82 кг      | Хаџимурад Магомедов · Русија            | Јанг Хјун-Мо · Јужна Кореја                  | Амир Реза Хадем · Иран                       |
| 90 кг      | Расул Хадем · Иран                      | Махарбек Хадарцев · Русија                   | Елдар Куртанидзе · Грузија                   |
| 100 кг     | Курт Англ · Сједињене Америчке Државе   | Абас Џадиди · Иран                           | Арават Сабејев · Немачка                     |
| 130 кг     | Махмут Демир · Турска                   | Алексеј Медведев · Белорусија                | Брус Баумгартнер · Сједињене Америчке Државе |

### Грчко-римски стил
| Категорија | Злато                        | Сребро                                     | Бронза                        |
|            |                              |                                            |                               |
| 48 кг      | Сим Квон-Хо · Јужна Кореја   | Александар Павлов · Белорусија             | Зафар Гулијев · Русија        |
| 52 кг      | Армен Назарјан · Јерменија   | Брендон Полсон · Сједињене Америчке Државе | Андреј Калашњиков · Украјина  |
| 57 кг      | Јуриј Мељниченко · Казахстан | Денис Хол · Сједињене Америчке Државе      | Шенг Цетјен · Кина            |
| 62 кг      | Влодзимјеж Завадзки · Пољска | Хуан Марен · Куба                          | Мехмет Акиф Пирим · Турска    |
| 68 кг      | Ришард Волни · Пољска        | Гани Јалуз · Француска                     | Александар Третјаков · Русија |
| 74 кг      | Филиберто Азкуј · Куба       | Марко Асел · Финска                        | Јозеф Трач · Пољска           |
| 82 кг      | Хамза Јерликаја · Турска     | Томас Цандер · Немачка                     | Валериј Цилент · Белорусија   |
| 90 кг      | Вјачеслав Олејник · Украјина | Јацек Фафињски · Пољска                    | Мајк Булман · Немачка         |
| 100 кг     | Анджеј Вроњски · Пољска      | Сергеј Лиштван · Белорусија                | Микаел Лјунгберг · Шведска    |
| 130 кг     | Александар Карељин · Русија  | Мет Гафари · Сједињене Америчке Државе     | Сергеј Мурејко · Молдавија    |

## Биланс медаља
| Позиција    | Држава                    | Злато | Сребро | Бронза | Укупно |
| ----------- | ------------------------- | ----- | ------ | ------ | ------ |
| 1           | Русија                    | 4     | 1      | 2      | 7      |
| 2           | Сједињене Америчке Државе | 3     | 4      | 1      | 8      |
| 3           | Пољска                    | 3     | 1      | 1      | 5      |
| 4           | Турска                    | 2     | 0      | 1      | 3      |
| 5           | Јужна Кореја              | 1     | 3      | 0      | 4      |
| 6           | Куба                      | 1     | 1      | 1      | 3      |
| 6           | Иран                      | 1     | 1      | 1      | 3      |
| 8           | Јерменија                 | 1     | 1      | 0      | 2      |
| 9           | Украјина                  | 1     | 0      | 3      | 4      |
| 10          | Северна Кореја            | 1     | 0      | 1      | 2      |
| 10          | Казахстан                 | 1     | 0      | 1      | 2      |
| 12          | Бугарска                  | 1     | 0      | 0      | 1      |
| 13          | Белорусија                | 0     | 3      | 1      | 4      |
| 14          | Немачка                   | 0     | 1      | 2      | 3      |
| 15          | Финска                    | 0     | 1      | 0      | 1      |
| 15          | Канада                    | 0     | 1      | 0      | 1      |
| 15          | Азербејџан                | 0     | 1      | 0      | 1      |
| 15          | Француска                 | 0     | 1      | 0      | 1      |
| 19          | Молдавија                 | 0     | 0      | 1      | 1      |
| 19          | Шведска                   | 0     | 0      | 1      | 1      |
| 19          | Грузија                   | 0     | 0      | 1      | 1      |
| 19          | Јапан                     | 0     | 0      | 1      | 1      |
| 19          | Кина                      | 0     | 0      | 1      | 1      |
| Укупно (23) | Укупно (23)               | 20    | 20     | 20     | 60     |

## Земље учеснице
Учествовао је 401 такмичар из 75 земаља:
| - Албанија (1) - Алжир - Америчка Самоа - Аргентина - Јерменија - Аустралија - Азербејџан - Белорусија - Белгија - Босна и Херцеговина - Бугарска - Камбоџа - Камерун - Канада - Кина - Колумбија - Хрватска - Куба - Кипар |  | - Чешка - Доминиканска Република - Египат - Естонија - Финска - Француска - Република Македонија - Грузија - Немачка - Уједињено Краљевство - Грчка - Гвам - Гватемала - Гвинеја Бисао - Мађарска - Индија - Иран - Израел - Италија |  | - Јапан - Казахстан - Киргистан - Летонија - Литванија - Мексико - Молдавија - Монголија - Мароко - Нигерија - Северна Кореја - Норвешка - Пакистан - Панама - Перу - Пољска - Португалија - Порторико - Румунија |  | - Русија - Сенегал - Словачка - Јужноафричка Република - Јужна Кореја - Шведска - Швајцарска - Сирија - Таџикистан - Тунис - Турска - Туркмeнистан - Украјина - Сједињене Америчке Државе - Узбекистан - Венецуела - Јемен - Југославија |